# Sometimes (bài hát của Britney Spears)
"Sometimes" là một bài hát của nghệ sĩ thu âm người Mỹ Britney Spears, nằm trong album đầu tay của cô ...Baby One More Time (1999). Được sáng tác bởi Spears và Jörgen Elofsson và do Per Magnusson và David Kreuger sản xuất, bài hát được phát hành như là đĩa đơn thứ hai trong sự nghiệp của Spears vào ngày 30 tháng 4 năm 1999 bởi hãng Jive Records. "Sometimes" là một bản teen pop mang âm hưởng của bubblegum pop, với nội dung nói về một cô gái luôn dè dặt trong việc thể hiện tình cảm của mình với người yêu. Nó nhận được những đánh giá trái chiều từ các nhà phê bình đương đại.
Bài hát đạt được thành công trên toàn cầu, lọt vào top 10 ở 11 quốc gia. Tại Hoa Kỳ, nó chỉ đạt vị trí thứ 21 do không được phát hành dưới dạng đĩa đơn vật lý. Bài hát đạt vị trí số một ở Bỉ, Hà Lan và New Zealand, trong khi đạt vị trí thứ hai tại Úc. Ở Vương quốc Anh, bài hát đạt vị trí thứ ba, và cũng là đĩa đơn bán chạy thứ ba của nữ ca sĩ tại đây.
Video ca nhạc của "Sometimes" được đạo diễn bởi Nigel Dick, với bối cảnh ghi hình tại Paradise Cove ở Malibu, California, trong đó Spears ngắm nhìn người yêu của mình từ xa. Bài hát đã được trình diễn trong 4 chuyến lưu diễn trong sự nghiệp của Spears, bao gồm ...Baby One More Time Tour (1999), Crazy 2k Tour (2000), Oops!... I Did It Again World Tour (2000–01), và Dream Within a Dream Tour (2001–02).

## Danh sách track và định dạng
- Đĩa đơn CD tại châu Âu[1]

1. "Sometimes" [bản trên Radio] — 3:55
2. "Sometimes" [Soul Solution Mid-Tempo Mix] — 3:29

- Đĩa đơn CD maxi tại Nhật[2]

1. "Sometimes" [bản trên Radio] — 3:55
2. "...Baby One More Time" [Sharp Platinum Vocal Remix] — 8:11
3. "...Baby One More Time" [Davidson Ospina Club Mix] — 5:40

- Đĩa đơn CD maxi tại Úc và châu Âu

1. "Sometimes" [bản trên Radio] — 3:55
2. "I'm So Curious" — 3:35
3. "Sometimes" (Soul Solution Mid Tempo Mix) — 3:29

- Đĩa đơn CD maxi tại Vương quốc Anh[3]

1. "Sometimes" [bản trên Radio] — 3:55
2. "Sometimes" [Soul Solution Mid-Tempo Mix] — 3:29
3. "I'm So Curious" – 3:35

- Đĩa đơn cassette

1. "Sometimes" [bản trên Radio] — 3:55
2. "I'm So Curious" — 3:35

## Xếp hạng
| Bảng xếp hạng (1999)               | Xếp hạng cao nhất |
| ---------------------------------- | ----------------- |
| Úc (ARIA)                          | 2                 |
| Áo (Ö3 Austria Top 40)             | 6                 |
| Bỉ (Ultratop 50 Flanders)          | 1                 |
| Bỉ (Ultratop 50 Wallonia)          | 6                 |
| Đan Mạch (Tracklisten)             | 7                 |
| Châu Âu (European Hot 100 Singles) | 3                 |
| Phần Lan (Suomen virallinen lista) | 4                 |
| Pháp (SNEP)                        | 13                |
| Đức (Official German Charts)       | 6                 |
| Ireland (IRMA)                     | 5                 |
| Ý (Musica e dischi)                | 6                 |
| Hà Lan (Dutch Top 40)              | 1                 |
| Hà Lan (Single Top 100)            | 1                 |
| New Zealand (Recorded Music NZ)    | 1                 |
| Na Uy (VG-lista)                   | 13                |
| Tây Ban Nha (Top 40 Radio)         | 13                |
| Thụy Điển (Sverigetopplistan)      | 4                 |
| Thụy Sĩ (Schweizer Hitparade)      | 7                 |
| Anh Quốc (OCC)                     | 3                 |
| Hoa Kỳ Billboard Hot 100           | 21                |
| Hoa Kỳ Pop Airplay (Billboard)     | 6                 |

| Bảng xếp hạng (1999)                 | Vị trí |
| ------------------------------------ | ------ |
| Australia (ARIA)                     | 22     |
| Belgium (Ultratop Flanders)          | 11     |
| Belgium (Ultratop Wallonia)          | 28     |
| Canada (RPM)                         | 32     |
| France (SNEP)                        | 54     |
| Germany (Official German Charts)     | 57     |
| Italy (Hit Parade)                   | 90     |
| Netherlands (Dutch Top 40)           | 12     |
| Netherlands (Single Top 100)         | 20     |
| New Zealand (Recorded Music NZ)      | 20     |
| Sweden (Sverigetopplistan)           | 27     |
| Switzerland (Schweizer Hitparade)    | 38     |
| UK Singles (Official Charts Company) | 33     |
| US Billboard Hot 100                 | 86     |

## Chứng nhận
| Quốc gia                                                                           | Chứng nhận | Số đơn vị/doanh số chứng nhận |
| ---------------------------------------------------------------------------------- | ---------- | ----------------------------- |
| Úc (ARIA)                                                                          | Bạch kim   | 70.000^                       |
| Bỉ (BEA)                                                                           | Bạch kim   | 50,000*                       |
| Pháp (SNEP)                                                                        | Vàng       | 250.000*                      |
| Hà Lan (NVPI)                                                                      | Vàng       | 50.000^                       |
| New Zealand (RMNZ)                                                                 | Vàng       | 5.000*                        |
| Thụy Điển (GLF)                                                                    | Bạch kim   | 30.000^                       |
| Anh Quốc (BPI)                                                                     | Vàng       | 456,000                       |
| * Chứng nhận dựa theo doanh số tiêu thụ. ^ Chứng nhận dựa theo doanh số nhập hàng. |            |                               |

## Lịch sử phát hành
| Nước           | Ngày                | Định dạng | Nhãn                        |
| -------------- | ------------------- | --------- | --------------------------- |
| Nhật Bản       | 14 tháng 4 năm 1999 | CD        | Zomba Recording Corporation |
| Vương quốc Anh | 17 tháng 5 năm 1999 | CD        | Zomba Recording Corporation |
| Áo             | 7 tháng 6 năm 1999  | CD        | Zomba Recording Corporation |
| Đức            | 7 tháng 6 năm 1999  | CD        | Zomba Recording Corporation |
| Thuỵ Sĩ        | 7 tháng 6 năm 1999  | CD        | Zomba Recording Corporation |